# Províncias da Finlândia

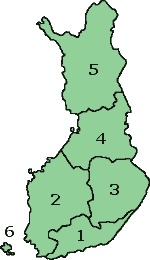
Províncias da Finlândia

A Finlândia estava dividida em 5 províncias continentais (finlandês: aluehallintovirasto; sueco: regionförvaltningsverk) e 1 província autónoma (sueco: regionförvaltningsmyndighet; finlandês: itsehallinnollinen maakunta).

Por sua vez, as províncias estavam subdivididas em 19 regiões (finlandês: maakunta, sueco: landskap), e estas, por sua vez, estavam subdivididas em 71 sub-regiões (finlandês: seutukunta, sueco: ekonomisk region), as quais estavam divididas em 313 municípios (finlandês: kunta; sueco: kommun).
Cada província tinha uma espécie de filial do poder executivo do governo nacional que mantém a autoridade no local. É um sistema que mudou pouco desde sua criação em 1634, para a nova divisão em 1997, quando o número de províncias foi reduzido de 12 para 6. As províncias foram eventualmente abolidas no final de 2009. 
As seis províncias em 2009 eram:
| No. | Províncias           | Nomes em finlandês e sueco             | Capitais                | Maiores cidades | População (31/12/2005) | Área (km²) | Densidade (hab./km²) | Províncias incorporadas em 1997                  |
| --- | -------------------- | -------------------------------------- | ----------------------- | --------------- | ---------------------- | ---------- | -------------------- | ------------------------------------------------ |
| 1.  | Finlândia Meridional | Etelä-Suomen lääni Södra Finlands län  | Hämeenlinna Tavastehus  | Helsinki        | 2.140.239              | 34.378     | 62,26                | Uusimaa, Kymi, Häme (parte), Mikkeli (parte)     |
| 2.  | Finlândia Ocidental  | Länsi-Suomen lääni Västra Finlands län | Turku Åbo               | Tampere         | 1.860.573              | 80.975     | 22,98                | Vaasa, Turku-Pori, Central Finland, Häme (parte) |
| 3.  | Finlândia Oriental   | Itä-Suomen lääni, Östra Finlands län   | Mikkeli S:t Michel      | Kuopio          | 578.893                | 60.720     | 9,53                 | Kuopio, North Karelia, Mikkeli (parte)           |
| 4.  | Oulu                 | Oulun lääni Uleåborgs län              | Oulu Uleåborg           | Oulu            | 463.309                | 61.572     | 7,52                 | sem alterações                                   |
| 5.  | Lapónia              | Lapin lääni Lapplands län              | Rovaniemi               | Rovaniemi       | 185.800                | 98.946     | 1,88                 | sem alterações                                   |
| 6.  | Åland ¹              | Ahvenanmaan lääni Ålands län           | Mariehamn Maarianhamina | Mariehamn       | 26.766                 | 1.552      | 17,25                | sem alterações                                   |
|     | Totais               |                                        |                         |                 | 5.255.580              | 338.143    | 15,54                |                                                  |

1 - Åland é uma província autônoma (itsehallinnollinen maakunta). As ilhas Åland ganharam um governo autónomo em 1920 reafirmado em 1991, cuja autoridade é reconhecida pela União Europeia.

## Evolução histórica das províncias finlandesas

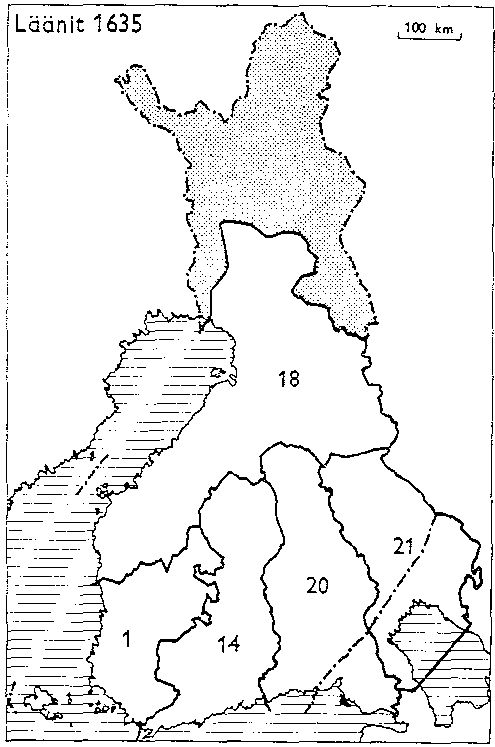
1634 1: Åbo e Björneborg, 14: Nyland e Tavastehus, 18: Österbotten, 20: Viborg e Nyslott, 21: Kexholm
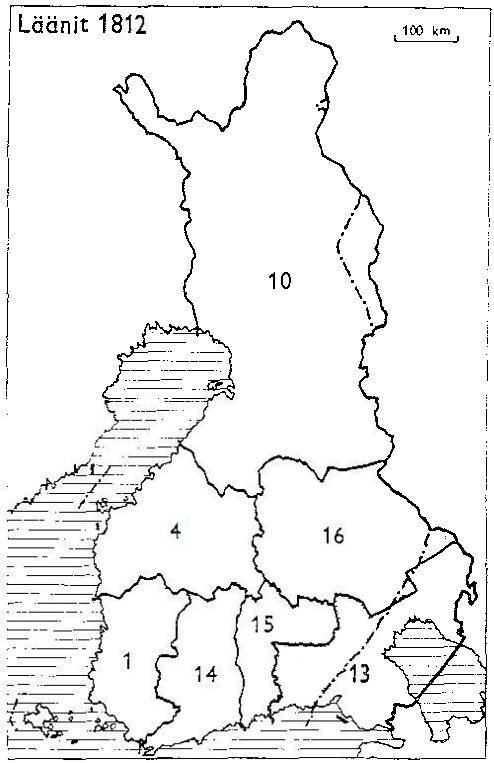
1812 1: Åbo e Björneborg, 4: Vasa, 10: Uleåborg, 13: Viborg, 14: Nyland e Tavastehus, 15: Kymmenegård, 16: Savolax e Karelen
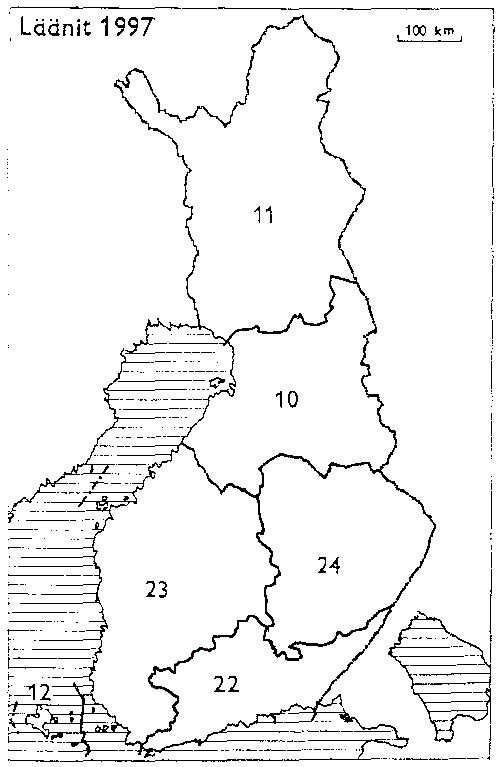
1997 10: Uleåborg, 11: Lappland, 12: Åland, 22: Södra Finland, 23: Västra Finland, 24: Östra Finland